# 이치바정
이치바정(市場町)은 도쿠시마현 아와군에 있던 정이다. 2005년 3월 1일, 아와정, 요시노정, 도나리정과 합병해 아와시가 되었다.

## 지리
도쿠시마현의 북부 요시노가와 중류의 북안에 위치하며 남북으로 긴 정이었다.

## 역사
- 1889년 10월 1일 - 정촌제 시행에 의해 합병전의 구역인 이치바촌이 성립하였다.
- 1907년 11월 1일 - 이치바촌이 정으로 승격해 이치바정이 되었다.
- 1955년 3월 31일 - 야와타정, 오마타촌과 합병해 새로운 이치바정이 되었다.
- 2005년 3월 1일 - 아와군 아와정, 요시노정, 도나리정과 합병해 아와시가 성립하였다. 동일 이치바정은 폐지되었다.

## 교통

### 도로
- 도쿠시마현도 제2호선
- 도쿠시마현도 제12호선
- 도쿠시마현도 제125호선
- 도쿠시마현도 제139호선
- 도쿠시마현도 제237호선
- 도쿠시마현도 제246호선